# Крепость Кинон
Крепость Кинон (тал. Kinon gala / Кинон гала ; азерб. Kinon qalası) — памятник архитектуры, расположенный за селом Юхари-Нуведи в Талышских горах. В переводе с талышского означает «Крепость девушек».

## История
Согласно легенде, в IX веке, когда было широко распространено движение хуррамитов, в этой крепости укрывались дочери и жены местных вождей и полководцев. Мирхашим Талышлы и Гусейнбала Алиев подтверждают легенду об этой крепости в своем произведении «Ленкорань» и отмечают: Испокон веков этот замок назывался «Крепость Кинон» — «Девичья башня».
Историк Рзагулу Рзаев в своем труде «Юхари-Нуведи. Ленкорань» относит крепость к VII веку и отмечает, что эту крепость построил Бабир-шах для своей дочери.